# Skeireins
Skeireins (uttal: IPA [skiːriːns], med gotisk skrift 𐍃𐌺𐌴𐌹𐍂𐌴𐌹𐌽𐍃) är ett sentida namn på den näst längsta bevarade skriften på gotiska språket. Texten består av delar av en förklaring av Johannesevangeliet.